# Judit Romano
Judit Romano García (* 4. Dezember 1982 in Llanes) ist eine spanische Fußballschiedsrichterassistentin.

## Werdegang
Romano wurde in Llanes geboren. Im Alter von 14 Jahren wurde bei ihr ein Non-Hodgkin-Lymphom diagnostiziert, das operativ und chemotherapeutisch behandelt wurde. Sie ist Medizinerin, Mutter zweier Töchter und hat den schwarzen Gürtel im Karate.
2001 begann sie als Schiedsrichterin. Heute leitet sie Spiele im spanischen Vereinsfußball der Damen und der Herren, unter anderem in der Primera División Femenina und der Primera División sowie in der Copa de la Reina und der Copa del Rey.
Seit 2007 steht Romano auf der Liste der FIFA-Schiedsrichter, zuletzt ausschließlich als Videoschiedsrichterin, und leitete in dieser Zeit internationale Fußballpartien, unter anderem einzelne Spiele in der Women’s Champions League, in der Women’s Nations League und in der europäischen WM-Qualifikation für die Weltmeisterschaften 2015 und 2023.
Romano war als Schiedsrichterassistentin unter anderem bei der U-17-Weltmeisterschaft 2012 in Aserbaidschan im Einsatz.
Im April 2025 wurde Romano als Videoschiedsrichterin für die Europameisterschaft 2025 in der Schweiz nominiert.